# Lorimar Television
Lorimar Productions (later Lorimar-Telepictures en vervolgens Lorimar Television genoemd) is een Amerikaans productiehuis voor televisieseries, televisiefilm en bioscoopfilms. Het bedrijf werd in 1968 opgericht door Irwin Molasky, Merv Adelson en Lee Rich. In 1993 werd het ontbonden en opgenomen door Warner Communications.
Enkele van hun grootste successen zijn The Waltons, Dallas, Alf, Perfect Strangers, Full House, Family Matters en Step by Step.

## Producties voor televisie
- The Good Life
- The Waltons (1972–1981)
- Apple's Way (1974–1975)
- The Runaways (1975)
- Sybil (tv-film, 1976)
- Helter Skelter (1976)
- Eight Is Enough (1977–1981)
- Dallas (1978–1991)
- A Question of Guilt (tv-film, 1978)
- Kaz (1978–1979)
- The Waverly Wonders (1978)
- Knots Landing (1979–1993)
- Skag (1980)
- Flamingo Road (1980–1982)
- Falcon Crest (1981–1990)
- King's Crossing (1982)
- Boone (1983)
- Just Our Luck (1983)
- Hunter (1984–1991)
- Christopher Columbus (1985)
- ThunderCats (1985–1989)
- Gulag (1985)
- SilverHawks (1986)
- Act of Vengeance (1986)
- Love Connection (1986–1993)
- Mama's Family (1986–1990)
- Alf (1986–1990)
- The Hogan Family (1986–1991)
- Perfect Strangers (1986–1993)
- The People's Court (1986–1989)
- Our House (1986–1988)
- Better Days (1986)
- She's the Sheriff (1987)
- The Comic Strip (1987)
- Max Headroom (1987)
- Full House (1987–1993)
- Spies (1987)
- Gumby (1988)
- Midnight Caller (1988–1991)
- Aaron's Way (1988)
- Paradise (1988–1991)
- Freddy's Nightmares (1988–1990)
- Studio 5-B (1989)
- Nearly Departed (1989)
- I Know My First Name Is Steven (1989)
- The People Next Door (1989)
- Island Son (1989–1990)
- Family Matters (1989–1993)
- Gabriel's Fire (1990–1991)
- Stephen King's It (1990)
- D.E.A. (1990)
- Going Places (1990–1991)
- Doublecrossed (1991)
- Dark Justice (1991–1993)
- Reasonable Doubts (1991–1993)
- Sisters (1991–1993)
- Homefront (1991-1993)
- I'll Fly Away (1991–1993)
- Step by Step (1991–1993)
- O Pioneers! (1992)
- Bill & Ted's Excellent Adventures (1992)
- To Grandmother's House We Go (1992)
- Hangin' with Mr. Cooper (1992–1993)
- The Jackie Thomas Show (1992–1993)
- Time Trax (1993)
- Getting By (1993)
- It Had to Be You (1993)
- Island City (1994)

## Bioscoopfilms
- The Sporting Club (1971)
- The Man
- The Tamarind Seed (1974)
- Twilight's Last Gleaming (1977)
- The Choirboys (1977)
- Fedora (1978)
- Who Is Killing the Great Chefs of Europe? (1978)
- Americathon (1979)
- Avalanche Express (1979)
- The Fish That Saved Pittsburgh (1979)
- Being There (1979)
- Cruising (1980)
- Carny (1980)
- The Big Red One (1980)
- The Postman Always Rings Twice(1981)
- Night School
- Second-Hand Hearts (1981)
- The Sea Wolves (1981)
- S.O.B. (1981)
- Victory (1981)
- Love & Money (1982)
- An Officer and a Gentleman (1982)
- Fast-Walking (1982)
- Lookin' to Get Out (1982)
- The Dead Zone (1983)